# 味之素
味之素株式會社（日语：／ Ajinomoto */?）是日本一家食品製造商，以發明味精及製造各式增味剂著稱。「味之素」（日语：味の素）也是其出產之味精的註冊商標。

## 事業内容
雖然是以食品製造商的身分而被廣為人知，也進行諸如化妝品品牌「Jino」的製造販賣、使用胺基酸技術的化學事業以及醫藥事業等活動。

### 食品事業
味之素、「ほんだし」、「家樂牌」「Cook Do」等商品的市場佔有率居日本首位。
- 調味料：味之素、アジシオ、ほんだし等
- 加工食品：クノール（康寶）[1]、Cook Do、ピュアセレクトマヨネーズ等
- 外食デリカ
- 冷凍食品（由全資子公司味之素冷凍食品製造）
- 海外食品：うま味調味料、風味調味料、メニュー用調味料、飲料、即食麵、スープ、レトルトカレー等
- 关联事业：油脂（J-オイルミルズ）、コーヒー（味之素AGF）、飲料（味之素AGF）、鰹節（雅媽吉）

### 胺基酸事業
由穀氨醯胺開始，使用發酵法製造胺基酸的技術評價相當高，由此奠定了世界的領導公司的地位。（市場市占率：賴胺酸35%、蘇胺酸70%、色胺酸70~80%）
- 胺基酸事業
- 營養食品事業：aminoVITAL (アミノバイタル)
- 甜調味料事業：阿斯巴甜。2021年，味之素入围FoodTalks全球甜味剂企业50强榜单，位列第6，是排行最高的亚洲企业。[2]
- 化成品事業：化妝品事業（品牌「Jino」）、化學事業（電材）。以前在川崎工廠進行化學藥品（氫氧化鈉、氯、鹽酸、次氯酸鈉）和肥料的事業，不過現在已經撤出該處。
- 医药中間体事業
- 飼料用胺基酸事業

### 醫藥事業
著重於下述3個範疇：
- 輸液營養透析
- 消化器官疾病：Elental（克隆氏症之營養治療藥）等。
- 生活習慣疾病：Fastic（治療糖尿病）、Atelec（降血壓）、Actonel（骨質疏鬆症用藥）等。

### 化工事業
- 離型紙(Release paper)
- 味之素積層膜（Ajinomoto Build-up Film，ABF）：用於為高性能CPU提供複雜電路基板的電絕緣。

## 沿革[3]
- 1907年 - 鈴木三郎助成立合資會社鈴木製藥所
- 1908年 - 池田菊苗博士取得谷氨酸钠製造法专利
- 1909年5月20日 - 「味之素」（中瓶30g的价格为50钱）開始銷售（創業之日）
- 1912年 - 更名為合資會社鈴木商店（和双日的前身之一鈴木商店并無關係）
- 1914年9月 - 川崎工廠開張
- 1917年6月17日 - 設立株式會社鈴木商店（創立之日）
- 1917年7月 - 成立紐約事務所，进軍海外
- 1923年9月1日 - 關東大地震導致總部被焚、川崎工廠損毀
- 1925年12月17日 - 株式會社鈴木商店與合資會社鈴木商店合併成立株式會社鈴木商店（設立之日）
- 1932年 - 更名為味之素本舖株式會社鈴木商店
- 1940年12月 - 更名為鈴木食料工業株式會社
- 1943年5月 - 更名為大日本化学工業株式會社
- 1943年12月 - 佐賀工廠開張（現為九州事業所）
- 1946年2月 - 更名為味之素株式會社
- 1951年 - 更改味之素瓶裝設計
- 1958年 - 成立日本Konsome株式會社（後來改名為Knorr食品株式會社）
- 1960年10月 - 推出調味鹽「Aji-Shio」
- 1962年11月 - 推出復合調味料「Hi-Me」
- 1968年3月 - 推出「味之素KK Mayonnaise」（現名味之素Pure Select Mayonnaise）
- 1970年10月 - 推出人造黃油「Marina」
- 1970年11月 - 推出日式調味料「Hon-Dashi」
- 1972年11月 - 推出「Knorr Cup Soup」
- 1978年5月 - 推出中餐用調味料「Cook Do」
- 1978年11月 - 推出中式調味料「中華味」
- 1979年5月 - 推出精氨酸能量飲料「AlginZ」（清涼飲料水），進軍飲料事業
- 1981年 - 進軍醫藥事業
- 1995年 - 推出「Amino Vital」
- 2000年10月 - 味之素冷凍食品株式會社成立，分割冷凍食品事業
- 2002年4月 - 味之素製油株式會社與株式會社Honen Corporation合資建立株式會社豐年味之素製油
- 2003年4月 - 株式會社豐年味之素製油與吉原製油株式會社合資成立J-OIL MILLS株式會社
- 2006年4月12日味之素以18.45億港元收購淘大食品。2018年11月，味之素将淘大食品资产出售给中信集团下属中信资本控股全资持有的中信资本亚洲食品控股有限公司，此外，味之素将认购中信资本亚洲食品控股有限公司15%的股份
- 2009年5月20日 - 味之素慶祝創立100周年。

## 附属企业
- 味之素健康用品公司
- 味之素药业有限公司
- 味之素通讯有限公司
- 味之素动物营养集团
- 味之素系统技术公司
- 味之素冷冻食品有限公司
- 川化味之素股份有限公司
- 味之素如意食品有限公司
- 味之素（中国）有限公司
- 河南味之素氨基酸有限公司
- 连云港味之素冷冻食品有限公司
- 上海好侍味之素食品有限公司
- 上海味之素调味品有限公司
- 厦门味之素生活理想食品有限公司
- Ajinomoto OmniChem NV
- 味之素Genexine有限公司
- 味之素（泰国）有限公司
- 味之素冷冻食品（泰国）有限公司
- 万泰食品工业股份有限公司
- 味之素（越南）有限公司
- 味之素（马来西亚）有限公司
- 味之素（新加坡）有限公司
- Heartland LLC
- Ajinex International
- 味之素贝塔格罗冷冻食品有限公司
- J-Oil Mills, Inc.
- 味之素印度有限公司
- 味之素伊斯坦布尔食品销售有限公司
- 味之素孟加拉国有限公司
- 味之素欧洲有限公司
- 味之素甜味剂欧洲有限公司
- 俄罗斯味之素基因组研究所
- 味之素药业欧洲有限公司
- 味之素波兰有限公司
- 味之素食品欧洲公司
- 味之素食品埃及有限公司
- 味之素西非有限公司
- 味之素西非调味料有限公司
- 味之素北美控股有限公司
- 味之素美国公司
- 味之素美洲工业公司
- 秘鲁味之素股份公司
- 台灣味之素股份有限公司

## 外部連結
- 官方网站
- 味之素的X（前Twitter）
- 味之素的Facebook專頁
- 味之素的Instagram帳戶
- YouTube上的味の素KK公式チャンネル（AJINOMOTO OFFICIAL）頻道
- . Shashi Interest Group.   [12 September 2017]. （原始内容存档于2020-09-20）. 味の素の社史を集めた社史Wiki.